# 阿方索·波图加尔
阿方索·波图加尔（西班牙語：Alfonso Portugal，1934年1月21日—2016年6月12日），墨西哥男子足球运动员，司职后卫。他曾代表墨西哥国家队参加1958年国际足联世界杯，结果队伍止步小组赛阶段。